# Aechmea wuelfinghoffii
Aechmea wuelfinghoffii là một loài thực vật có hoa trong họ Bromeliaceae. Loài này được E.Gross mô tả khoa học đầu tiên năm 1998.

## Hình ảnh

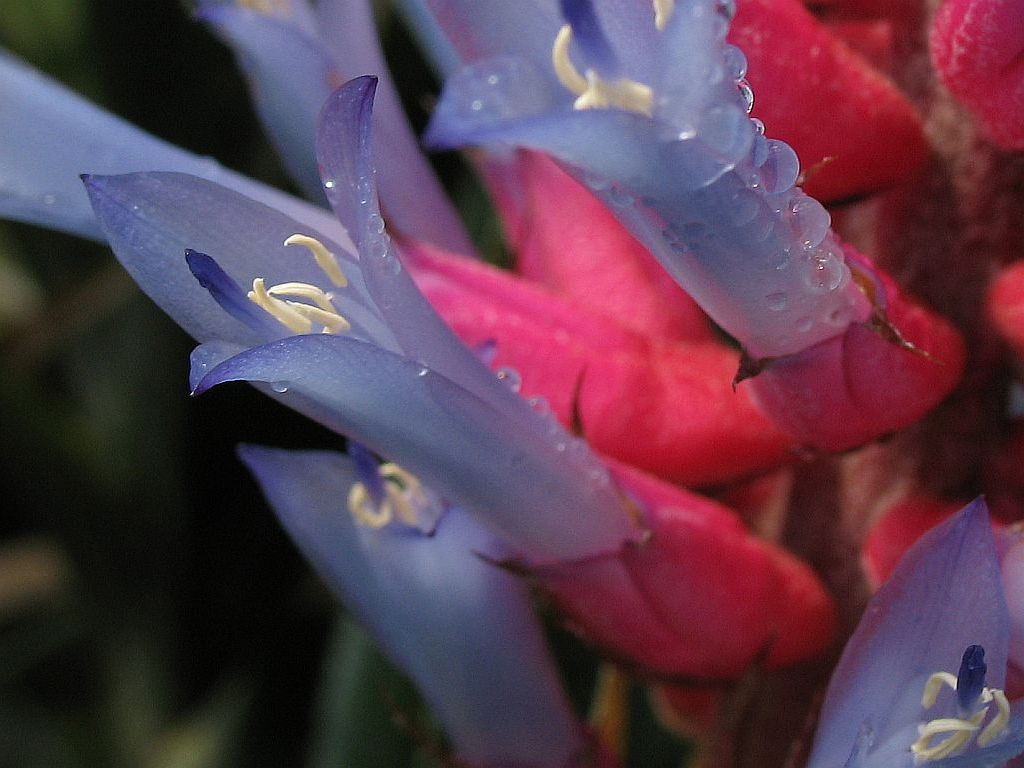